# Mário David (Politiker)

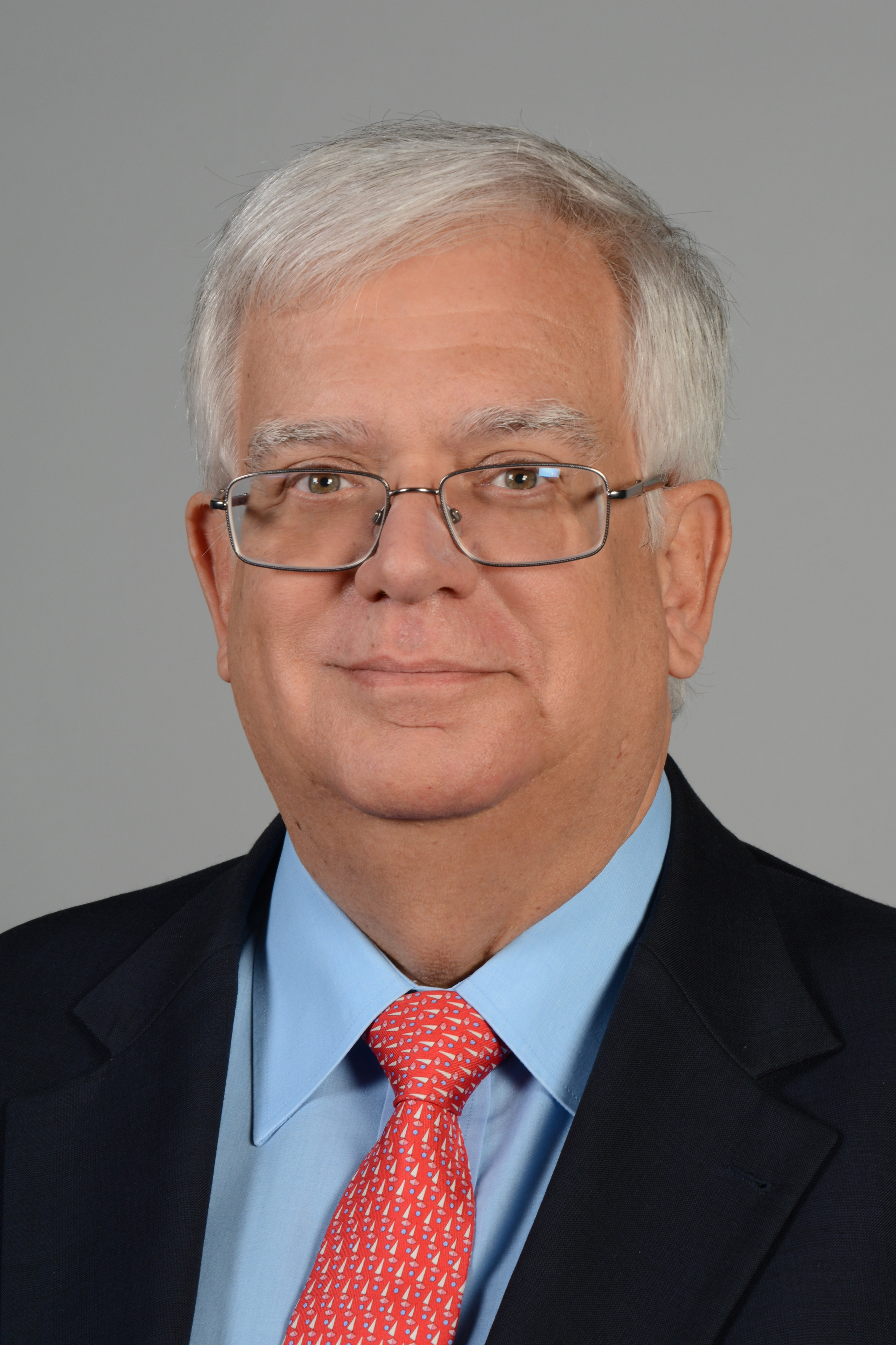
Mário Henrique de Almeida Santos David 2014

Mário Henrique de Almeida Santos David (* 20. August 1953 im Distrikt Lunda, nördliches Angola) ist ein portugiesischer Politiker der Partido Social Democrata.

## Leben
David besuchte ein Gymnasium in Luanda und studierte anschließend an der Fakultät für Medizin. Im Jahr 1974 wechselte er an die Medizinische Fakultät in Lissabon, wo er am 27. August 1977 seinen Abschluss machte. Er war von 1977 bis 1980 als Arzt in den dortigen Krankenhäusern und Gesundheitszentren tätig. David absolvierte zudem Kurse des Instituts für Nationale Verteidigung und wurde 1987 zum Präsidenten der portugiesischen Wirtschaftsprüfer-Vereinigung ernannt. David war Abgeordneter im Europäischen Parlament von 2009 bis 2014.